# Síndrome Laurence–Moon
La síndrome de Laurence-Moon (LMS) és un trastorn genètic autosòmic recessiu rar associat a la retinosi pigmentària, paraplegia espàstica i discapacitats mentals.

## Senyals i símptomes
Discapacitat intel·lectual, hexadactília, diabetis insípida central, ceguesa (normalment als 30 anys a causa de la degeneració central de la retina).

## Genètica
LMS s’hereta d'una manera autosòmica recessiva. Això significa que el gen defectuós responsable del trastorn es troba en un autosoma i que es necessiten dues còpies del gen defectuós (una heretada de cada progenitor) per poder néixer amb el trastorn. Els pares d'una persona amb un trastorn autosòmic recessiu porten una còpia del gen defectuós, però normalment no presenten signes o símptomes del trastorn.

## Diagnòstic
Es creia que la síndrome tenia inicialment cinc trets cardinals (i recentment es va afegir una sisena), sobre la base dels quals es va desenvolupar un criteri de diagnòstic: han de ser presents 4 trets primaris o 3 trets primaris i 2 trets secundaris.
Les característiques principals són: 
1. Polidactília
2. Distròfia de vareta-con
3. Dificultats d'aprenentatge
4. Obesitat
5. Hipogonadisme en homes
6. Anomalies renals

Tot i que les característiques secundàries són les següents: 
1. Trastorn de la parla i / o retard en el desenvolupament
2. Anomalies oftàlmiques diferents de la distròfia de bastoneta (estrabisme, cataracta, astigmatisme, etc.)
3. Braquidactília o Sindactília
4. Poliúria i / o polidipsia (diabetis insípida nefrogènica)
5. Atàxia, mala coordinació, desequilibri
6. Espasticitat lleu (especialment les extremitats inferiors)
7. Diabetis mellitus
8. Dents apinyades, hipodòncia, arrels petites, paladar d'arc alt
9. Malaltia cardíaca congènita
10. Fibrosi hepàtica

## Tractament
No hi ha cura a LNMS. No obstant això, sovint es proporciona un tractament simptomàtic. Els pacients amb LNMS solen experimentar atàxia, espasticitat i contractures, restringint els seus moviments i activitats diàries. Per tant, cal un enfocament multidisciplinari que inclogui teràpies físiques, consultes psiquiàtriques i oftalmològiques, nutrició i dieta ben equilibrada. La teràpia física té com a objectiu millorar la força i la capacitat mitjançant eines d'ajuda, com ara aparells ortètics de turmell-peu, caminadors que porten pes i exercici regular.

## Epònim i nomenclatura
Porta el nom dels metges John Zachariah Laurence i Robert Charles Moon que van proporcionar la primera descripció formal de la malaltia en un document publicat el 1866. En el passat, també es coneixia LMS com a síndrome de Laurence-Moon-Bardet-Biedl o Laurence-Moon-Biedl-Bardet, però la síndrome de Bardet-Biedl (BBS) ara se sol reconèixer com una entitat separada.
Els recents avenços en la tipificació genètica de la variació fenotípicament àmplia en pacients clínicament diagnosticats amb síndrome de Bardet-Biedl (BBS) o síndrome de Laurence-Moon (LMS) han qüestionat si LMS i BBS són genèticament diferents. Per exemple, un estudi epidemiològic de BBS i LMS del 1999 va informar que "les proteïnes BBS interactuen i són necessàries per al desenvolupament de molts òrgans". "Dos pacients [a l'estudi] van ser diagnosticats clínicament com LMS, però tots dos tenien mutacions en un gen BBS. Les característiques d'aquesta població no admeten la idea que BBS i LMS siguin diferents. " Un document més recent del 2005 també suggereix que les dues condicions no són diferents.